# Cubryna

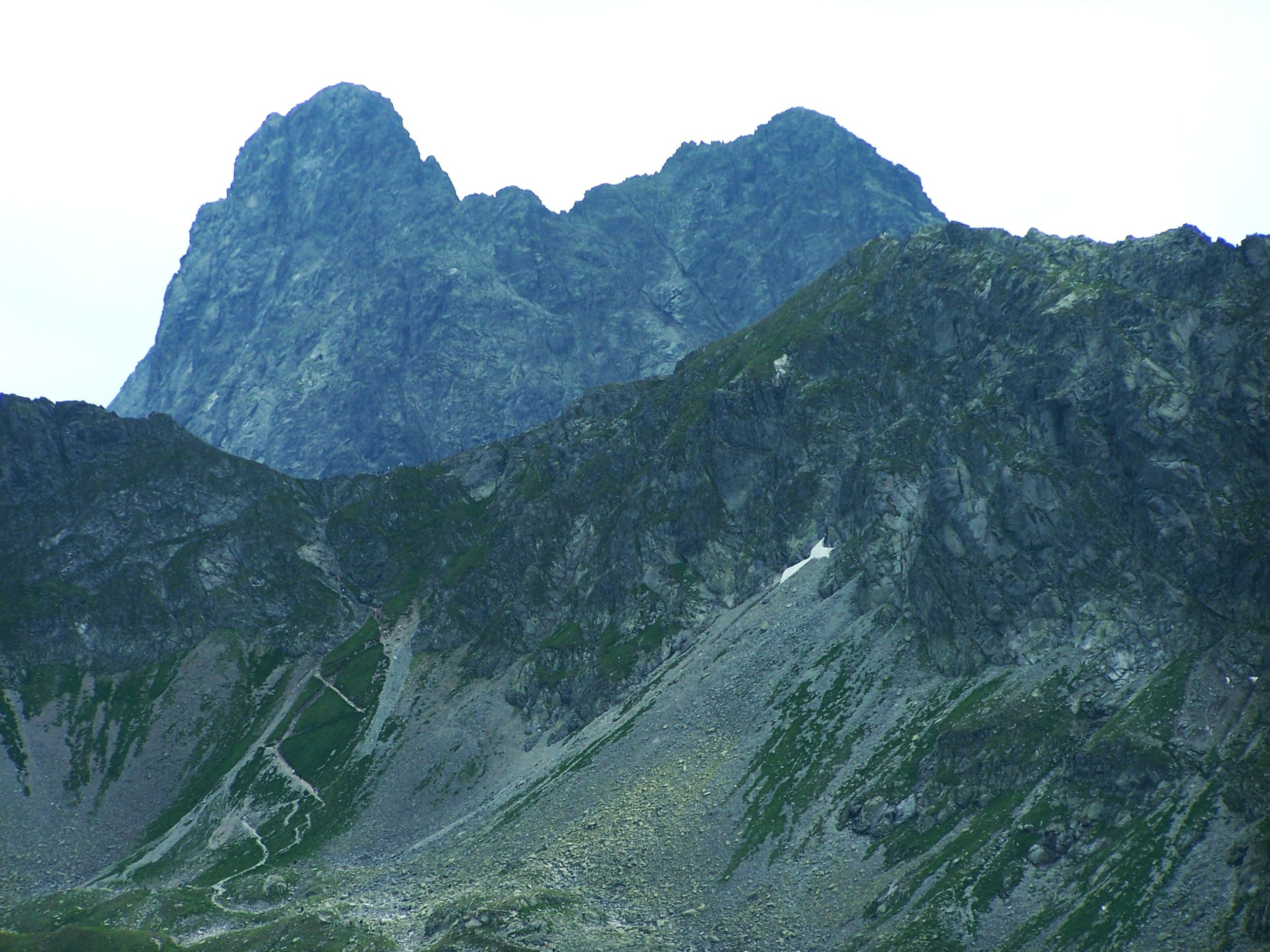
Blick vom Tal Kegelkar (Dolina pod Kołem)

Die Cubryna (tschechisch/slowakisch Čubrina) ist ein 2376 m n.p.m. hoher Berg in der polnischen Hohen Tatra. Er befindet sich auf dem Hauptkamm der Tatra auf der polnisch-slowakischen Grenze im Massiv der Mengsdorfer Spitzen. Er ist der siebt-höchste Berg in Polen.

## Lage und Umgebung
Unterhalb des Gipfels liegt der Bergsee Meerauge im Tal Fischseetal. Der Bergpass Hinzenseescharte (Hińczowa Przełęcz) trennt ihn von der Großen Mengsdorfer Spitze (Mięguszowiecki Szczyt), der Bergpass Hintere Mönchscharte (Przełączka pod Zadnim Mnichem) trennt ihn vom  Hinteren Mönch (Zadni Mnich).

## Etymologie
Der polnische Name Cubryna leitet sich von dem Wort Czupryna ab, welches sich als ungekämmter Haarschopf übersetzen lässt. Diese Bezeichnung kommt von den Felsformationen auf ihrem Bergkamm.

## Flora und Fauna
Trotz seiner Höhe besitzt der Cupryna eine bunte Flora und Fauna. Es treten zahlreiche Pflanzenarten auf, insbesondere hochalpine Blumen und Gräser. Neben Insekten und Weichtieren sowie Raubvögeln besuchen auch Murmeltiere und Gämsen den Gipfel.

## Besteigungen
Erstbesteigungen:
- Sommer – Karol Potkański, Kazimierz Bednarz und Jan Fedra am 6. September 1884
- Winter – István Laufer am 24. März 1913

## Tourismus
Der Gipfel ist bei Kletterern beliebt. Als Ausgangspunkt für eine Besteigung eignet sich die Berghütte Schronisko PTTK nad Morskim Okiem. Es gibt keinen markierten Wanderweg auf den Gipfel.

## Belege
- Zofia Radwańska-Paryska, Witold Henryk Paryski: Wielka encyklopedia tatrzańska. Wyd. Górskie, Poronin 2004, ISBN 83-7104-009-1.
- Tatry Wysokie słowackie i polskie. Mapa turystyczna 1:25.000, Polkart, Warszawa 2005/06, ISBN 83-87873-26-8.

## Panorama

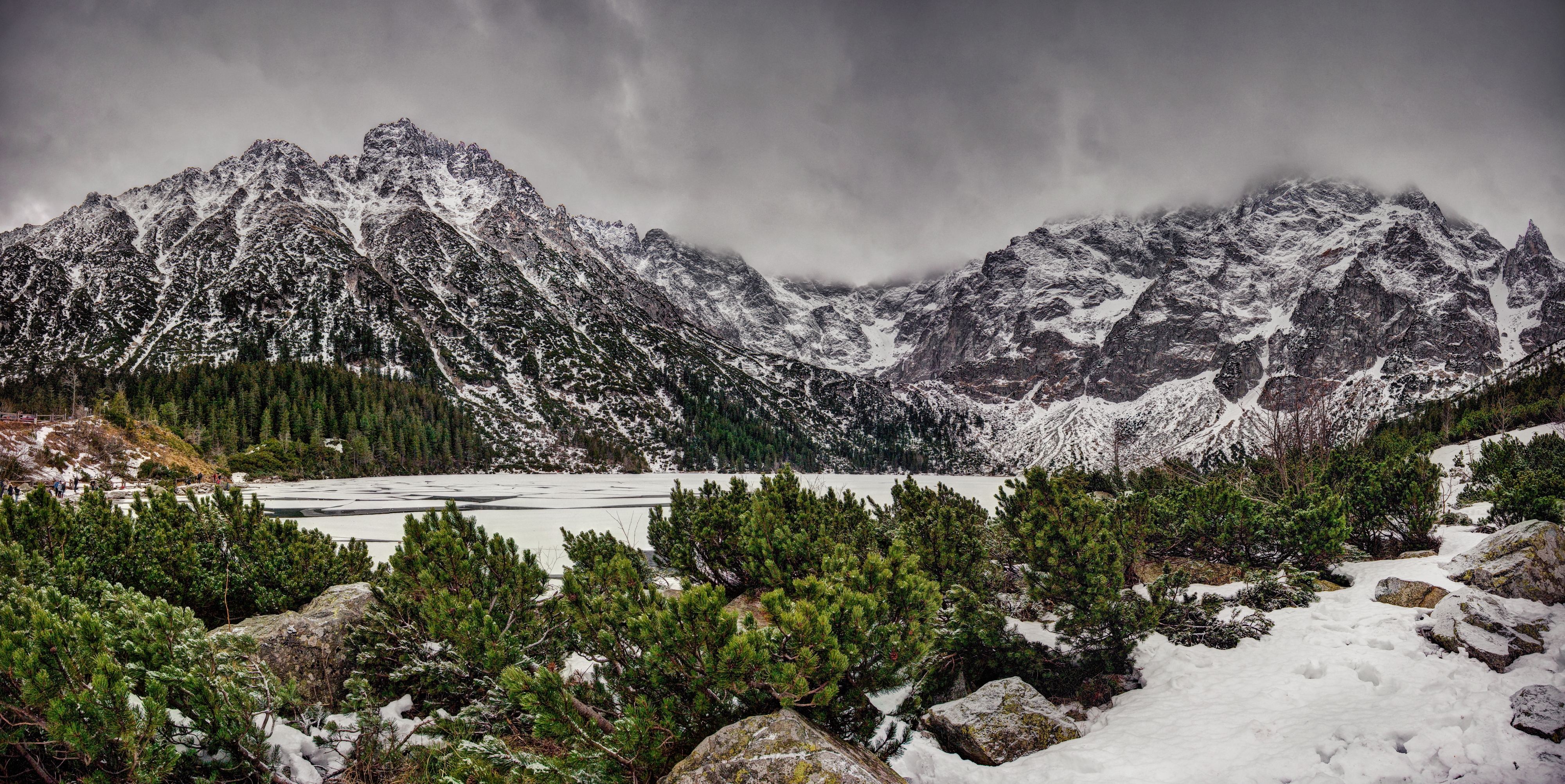
Panoramablick auf den Gipfel vom Bergsee Morskie Oko; die Cubryna befindet sich am rechten Rand zwischen Mnich und Mięguszowiecki Szczyt (bereits in Wolken)